# Malaconothrus machadoi
Malaconothrus machadoi är en kvalsterart som beskrevs av Balogh och Sandór Mahunka 1969. Malaconothrus machadoi ingår i släktet Malaconothrus och familjen Malaconothridae. Inga underarter finns listade i Catalogue of Life.